# 蒼白粟螺
蒼白粟螺（学名：Stenothyra orissaensis）为粟螺科粟螺屬下的一个种。